# Geneviève Dinand
Geneviève Dinand, arrière petite fille d'Émile Allix (médecin et ami de Victor Hugo), est une pianiste française, née à Baugé le 10 août 1927 et morte le 14 novembre 1987 à Bois-Colombes (Hauts-de-Seine).

## Introduction
Née à Baugé (Maine-et-Loire) en 1927, elle épouse Jean-Pierre Eustache, professeur de flûte au conservatoire de Grenoble.
Geneviève Dinand commence le piano dès l’âge de 5 ans. Elle rentre au Conservatoire de Paris en 1946 dans la classe du prestigieux maître Marcel Ciampi. Elle y remporte un premier prix de piano et une médaille de solfège. Puis elle réussit le concours de professeur de piano au conservatoire de Grenoble.
Elle participe à trois concours internationaux de piano et parvient en finale sur deux des trois.
Elle quitte Grenoble pour suivre son époux, ce dernier étant nommé flûtiste à l’Opéra de Paris.
Elle effectue le reste de sa carrière au conservatoire d’Orléans comme professeur de piano et concertiste de la ville.
Elle meurt, peu de temps après sa retraite, le 14 août 1987, d’une tumeur au cerveau.

### Quelques dates
- 1937 - Lauréate du Concours Bellan
- 1943 - Entre à l'École Normale de Musique de Paris que dirige Alfred Cortot.
- 1944 - Licence de concert musique de chambre à l’École Normale de Musique.
- 1945 - Licence d’enseignement à l’École Normale de Musique.
- 1946 - Entre au Conservatoire National Supérieur de Musique de Paris
- 1949 - 2e prix de piano en interprétant Ondine de Ravel.
- 1950 - 1er prix de piano avec les Kreisleriana de Schumann.
- Médaille de solfège.
- Nommée sur concours d’État, professeur de piano au Conservatoire de Grenoble.
- Nombreux concerts en soliste avec l'Orchestre symphonique de Grenoble sous la direction de Eric-Paul Stekel.
- 1953 - Diplômée 1re Française au Concours International de Bolsano (Concours Busoni).
- 1959 - 1er Diplôme d’honneur au Concours International de Barcelone.
- Demi-finaliste au Concours International de Rio de Janeiro.
- 1961 - Nommée sur concours d’État, professeur au Conservatoire National d’Orléans jusqu'à sa retraite en 1987.
- Nombreux concerts en soliste avec l’Orchestre symphonique d’Orléans sous les directions successives de René Berthelot et Claude-Henry Joubert.
- Elle a travaillé indépendamment avec les maîtres Robert Casadesus, Jacques Février, Bela Siki (Suisse), Marie-Aimée Warrot (USA), lors de la préparation des Concours Internationaux.